# Ветрен (област Силистра)
Вижте пояснителната страница за други населени места с името Ветрен.
Ветрен е село в Североизточна България. То се намира в община Силистра, област Силистра.

## География
Село Ветрен е разположено край брега на река Дунав, в североизточната част на Дунавската равнина. Старата част на селото е разположена около долината на река, а по-късно селото се разраства в западна посока. На около 5 км от Ветрен отстои езерото „Сребърна“, което е биосферен резерват от световно значение. В него съществува богата флора и фауна, но с най-голямо разнообразие се отличават водоплаващите птици.
Климатът е умереноконтинентален, понякога през лятото се наблюдават засушавания (предимно през месец август), а за зимата са характерни снежната покривка и навяванията. Ветровете в района са предимно североизточни. Поради етественото движение на въздушните маси селото се характеризира с чист въздух и е обявено за курортно. Тук е построена дооздравителна болница, която днес не функционира.
Днес основно стопанско значение има отглеждането на домашни животни, зеленчуци и овощни култури в лични стопанства, а също така и риболова. В района има благоприятни условия за развитието на различни сортове кайсия. Почвите са черноземни.

## История
Съвременното население на Ветрен се счита за наследник на коренното добруджанско население – гребенци, наричано така, защото към женските носии включват шапка за главата, наподобяваща петльов гребен.
От различни исторически източници е известно, че първоначално селището е възникнало като римска крайпътна станция в III век от новата ера край брега на река Дунав и е част от Дунавски лимес. Станцията е била добре защитена от крепостни стени. Римското ѝ име е Тегуликум (Тегулициум, според някои източници). Правени са частични разкопки и са открити находки, потвърждаващи тези твърдения. Днес една малка част от крепостната стена е разкрита и съхранена. Голяма част от Калето е разровено от иманяри. Много близо до днешното село, в югозападна посока, е било разположено още по-древно селище – Аджамия. По-късно селото се премества на около километър в южна посока – сгушено между хълмове, от двете страни на малка река, която извира от селото, а последващото му разрастване е в югозападна посока.

## Население
Численост на населението според преброяванията през годините:
| \| Година на преброяване \| Численост \| \| --------------------- \| --------- \| \| 1934 \| 1386 \| \| 1946 \| 1542 \| \| 1956 \| 1454 \| \| 1965 \| 1089 \| \| 1975 \| 638 \| \| 1985 \| 504 \| \| 1992 \| 434 \| \| 2001 \| 376 \| \| 2011 \| 237 \| \| 2021 \| 163 \| |           |
| Година на преброяване | Численост |
| 1934 | 1386      |
| 1946 | 1542      |
| 1956 | 1454      |
| 1965 | 1089      |
| 1975 | 638       |
| 1985 | 504       |
| 1992 | 434       |
| 2001 | 376       |
| 2011 | 237       |
| 2021 | 163       |

### Етнически състав
Преброяване на населението през 2011 г.
Численост и дял на етническите групи според преброяването на населението през 2011 г.:
|                     | Численост | Дял (в %) |
| Общо                | 237       | 100.00    |
| Българи             | 237       | 100.00    |
| Турци               | 0         | 0.00      |
| Цигани              | 0         | 0.00      |
| Други               | 0         | 0.00      |
| Не се самоопределят | 0         | 0.00      |
| Неотговорили        | 0         | 0.00      |

## Религии
Основна религия е християнството. През последните години беше възстановена църквата в селото. На мястото на старата 200-годишна църква, изградена от плетени пръти, със същия план и размери, беше изградена наново църквата. Това начинание беше възможно благодарение на благотворителни мероприятия, дарения и други подобни дейности за доста дълъг период от време.

## Личности
В село Ветрен живее писателят Валентин Чернев.

## Културни и природни забележителности
На няколко километра от село Ветрен е разположено езерото Сребърна, обявено през 1948 г. за природен резерват. Поради голямото разнообразие от животни, особено птици, резерватът е под закрилата на ЮНЕСКО и има световно значение за запазване на генофонда на планетата ни. Близостта на селото до река Дунав, която бавно и величествено влачи водите си, създава неповторима атмосфера на спокойствие, тишина и благоговение пред природатата.

## Редовни събития
- Международен гребен поход – Традиционно лятно събитие в селото е посрещането на гребната регата по река Дунав. Гости от европейските страни, свързани с река Дунав, пристигат с лодки в края на месец август. Тогава се прави Празник на Дунава – гостоприемните ветренци ги посрещат, приветстват ги и показват богатството на добруджанския фолклор.

По поречието на река Дунав на около 1,5 км западно от хижата се намира и една от резиденциите на Тодор Живков.